# A1 (Noord-Ierland)
De A1 is een Noord-Ierse hoofdweg die vanaf het centrum van Belfast, via Lisburn, Dromore, Banbridge en Newry naar de Ierse grens loopt. Tussen Dublin en Lisburn loopt de weg in dezelfde richting als de M1, waarvandaan de weg als expresweg verder naar het zuiden loopt. Van Lisburn tot de Ierse grens loopt de E1 met de weg mee.